# Chaldejská archeparchie bagdádská
Chaldejská archeparchie bagdádská je metropolitní archieparchie chaldejské katolické církve, vlastní diecéze chaldejského patriarchy. Je centrem církevní provincie bagdádské, jejími sufragánními eparchiemi jsou: Alquoch, Akra, Dohuk a Zakú.

## Historie
Diecéze bagdádská byla založena 20. dubna 1553, a i když patriarchové sídlili dlouohou dobu v Mosulu, měli titul "arcibiskupové bagdádští neboli babylonští". V Bagdádu pak trvale sídlí až od roku 1958. Z území archieparchie byl v roce 1954 vyčleněna archieparchie Basra a v roce 1960 z ní byly odděleny některé oblasti, aby se staly součástí eparchie Alquoch a archieparchie Mosul.